# Hess András
Hess András 15. századi nyomdász, az első magyarországi nyomtatott könyv készítője.

## Életpályája

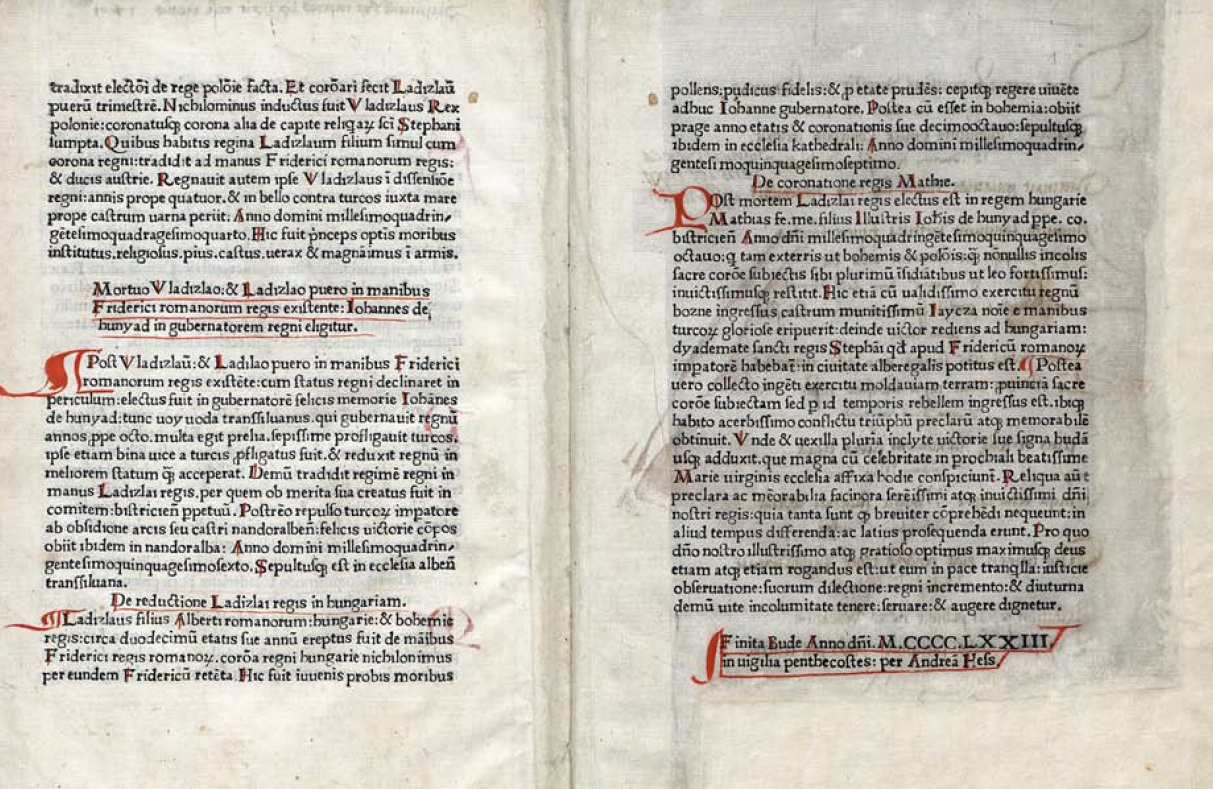
A Chronica Hungarorum kolofonja:
latinul" Finita Bude anno Domini MCCCCLXXIII in vigilia penthecostes: per Andream Hess"
magyarul "Befejeződött Budán az Úr 1473. esztendejében pünkösd előestéjén Hess András által"

Valószínűleg német származású volt. Nevét latinos alakban használta, vagyis Andreas Hess a helyes megnevezése, amit a Chronica Hungarorum, a Budai Krónika ajánlása
tartalmaz, továbbá ami a mű záró soraiban, a kolofonban található. "Finita Bude anno Domini MCCCCLXXIII in vigilia penthecostes: per Andrea Hess" , azaz "Befejeződött Budán az Úr 1473. esztendejében pünkösd előestéjén Hess András által". A Budai krónikának ezzel az utolsó mondatával kezdődik a hazai nyomdászat története. Érdekesség, hogy Fitz József szerint korábban Huss is lehetett a vezetékneve, csak Mátyás király udvarába érkezve változtatta meg.  Ezzel a gondolattal játszik el történelmi regényében Fodor János.
Borsa Gedeon és Soltész Zoltánné kutatásaiból tudjuk, hogy Vitéz János, esztergomi érsek megbízásából hívta el a római Lauer nyomdából Budára 1471 (mások szerint 1472) késő tavaszán Karai László budai prépost, Mátyás király tudós alkancellárja. Fitz József és Soltészné szerint 1472 februárjában Hess még biztosan Rómában volt. Bizonyítja ezt, hogy a Hess által a Chronicában használt betűtípus matricáival Lauer ekkor még dolgozott. 2000 ezüst forint támogatással 1472-ben állította fel Budán a hazánkban legelső és akkor még egyetlen nyomdát, amellyel a legtöbb európai államot megelőztük. 1473 után a nyomda működése véget ért, további nyomai nem találhatóak. Némelyek Hess halálában kutatják ennek okát.

## Az általa nyomtatott művek

### Chronica Hungarorum

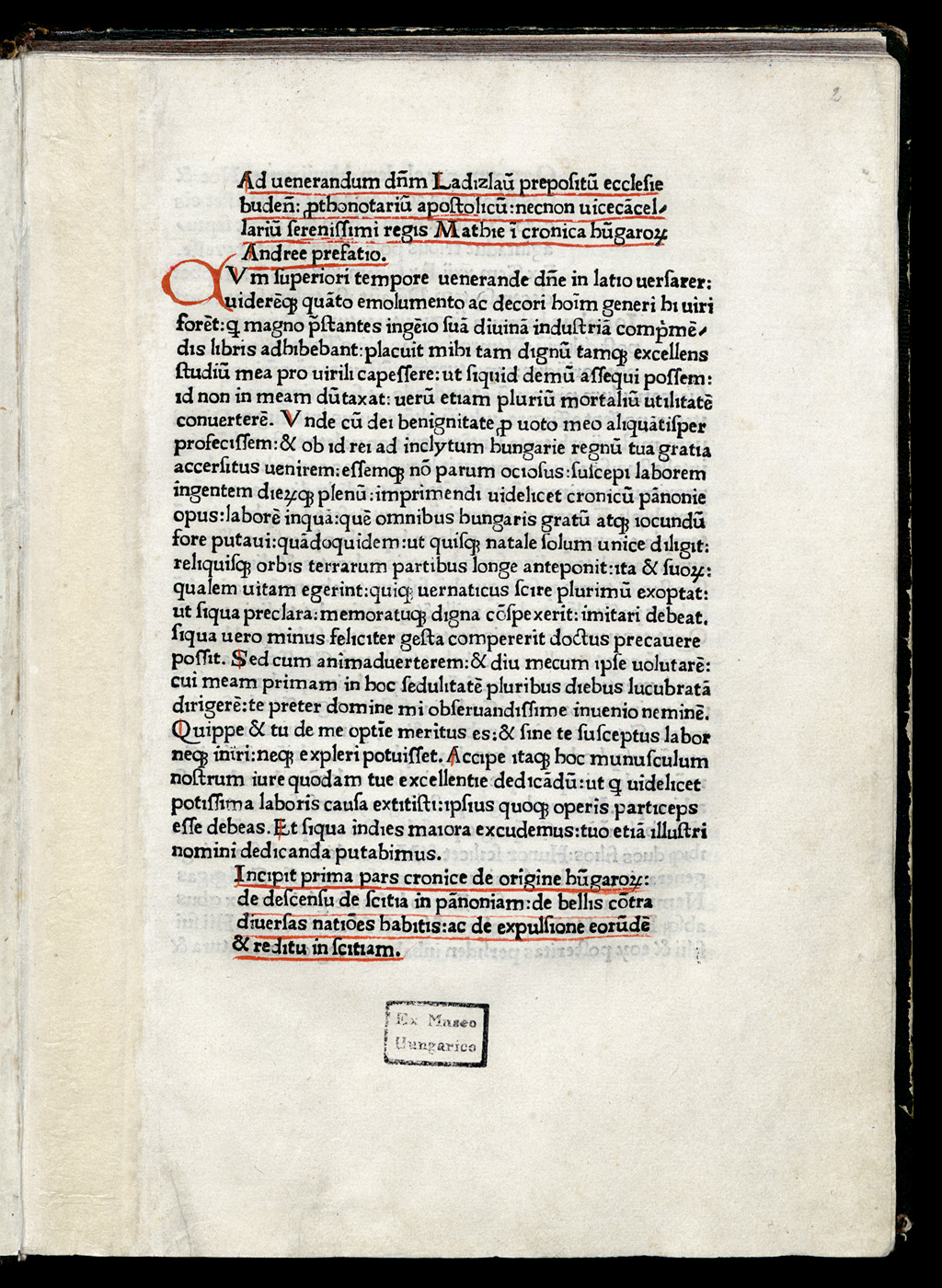
A Chronica Hungarorum egy lapja

1473. június 5-én jelent meg valószínűleg dél-németországi vastag fehér papíron, latin nyelven, kerekített antikva betűkkel nyomva a 67 levélre terjedő Chronica Hungarorum. A 14. századi krónika-kompozíción alapul és két részben tárgyalja a magyar történetet a kezdetektől Mátyás király koráig. Az első rész szövege több önálló történeti mű összeolvadásából jött létre, a második szakasz I. Lajos magyar király halálától Mátyás moldvai hadjáratáig (1468) tart, s itt véget ér a mű. Ez az utolsó rész ismeretlen szerző munkája.  
Chronicon Budense (Budai krónika) néven vált ismertté Domanovszky Sándor elnevezése nyomán. Mivel ugyanebbe a családba tartozik, tartalmilag sokban megegyezik vele Thuróczi János 1488-ban megjelent krónikája. 
Valószínűsíthetően első ajánlása magának Vitéz Jánosnak szólt. Azonban a kedvezőtlen belpolitikai helyzet arra kényszerítette a mestert, hogy másnak mondjon köszönetet. Karai László volt az, aki szállást biztosított számára a Budai Várban, a mai Hess András téren, hozzá szól a Chronica ajánlása.
Nyomdászati ritkaság. Hazánkban az Országos Széchényi Könyvtáron kívül az ELTE Egyetemi Könyvtárában őrzik. További nyolc példány található külföldi gyűjteményekben: Párizsban, Prágában, Szentpéterváron, Rómában, Lipcsében, Krakkóban, Bécsben és New Jerseyben. Ennél több példányban maradtak fenn e nyomtatott mű kézzel másolt példányai. Többek között a neves német polihisztornak, Hartmann Schedelnek is volt egy kéziratos példánya.

### De legendis poetis
Hess nyomdájából Soltész Zoltánné szerint az évszám nélküli „Magni Basilii de legendis poetis” című munka került ki utolsóként.
Két művet tartalmaz: Basilius Magnus: De legendis poetis (A költők olvasásáról) című többször is kiadott, népszerű művét és Xenophón: Apologia (Socrates védőbeszéde) című munkáját. Mindkét művet Leonardo Bruni olasz humanista fordította görögből latinra. 
Basilius Magnus nevelő szándékkal, barátként szólítja meg olvasóját. Célja annak bebizonyítása, hogy a maradandó szellemi értékek fontosabbak az élet nyújtotta javaknál. Állítását köznapi példákkal - méhek gyűjtőmunkája, zenészek és sportolók gyakorlása - igazolja. Ők lépésről lépésre haladnak a céljuk felé. Így kell tenniük a fiataloknak is, akik az antik szerzők műveiből sajátíthatják el az örök értékeket.
„Xenophón mestere történeti-emberi alakját igyekezett megrajzolni, s nézeteit, elveit a gyakorlati életre alkalmazva jellemezte. E módszert követte a Szókratész peréről és haláláról írt kis munkájában, hogy a filozófus saját szavaival igazolja az ítélet elfogadásakor tanúsított hősies magatartását.” Az eddigi adatok alapján a Hess András adta ki elsőként ezt a művet, tehát a nyomdász a kéziratot Budán kaphatta kézhez.
A művek papírja ugyanabból a papírmalomból származik, mint a Chronica Hungarorumé, de vízjeleik eltérőek. A korban megszokottól eltérően Hess a kolofonban csupán nevének kezdőbetűit tüntette fel. "Sic finis libelli Basilii est per A. H. Bude" vagyis "Itt végződik Basilius könyve A. H. által Budán". Sőt ez a kiadást közlő kis szakasz nem is a nyomtatvány végén áll, hanem az első értekezést követi a 15. levél rectooldalán. Ennek oka, hogy egyedül itt tudták elhelyezni. "A nyomtatvány két quinternióból - két tízleveles füzetből - tevődött össze, egy - egy oldalra 24 sor jut s az utolsó - a negyvenedik - oldalra a szöveg csak úgy fért el 24 sorban, hogy a szedő a szavakat összeszorította és sűrűn alkalmazott abbreviatúrákat."
Napjainkra két nyomtatvány maradt fenn, az egyiket Bécsben a másikat Eichstättben őrzik.

## A nyomda
"Úgy tűnik, hogy az első magyarországi nyomda egy sajtóval működhetett, s a legbonyolultabb munkafolyamatot, a szedést maga Hess végezte (korábban hármat feltételeztek, egy tucatnyi munkatárssal). Bár szakmai vita folyt azzal kapcsolatban, hogy a budai nyomdász helyben önthette-e a betűit vagy magával hozta Rómából, biztosra vehető, hogy Hess a közel félmázsás betűkészlettel, s nem matricákkal indult útnak Budára 1471 tavaszán, hiszen az elkopott betűket könnyedén kicserélhette volna a matricák segítségével."
Borsa Gedeon szerint egyébként is bevett gyakorlat volt, hogy az önállósodó ifjú nyomdászmesterek nem kaptak matricákat csupán betűkészletet. Fitz József ezt készletet huszonegy nagy betűre, huszonöt kisbetűre, négy ligatúrára, huszonhat rövidítésjelre és négy írásjelre becsülte.
„Az egyik gyakran vitatott, homályos pont a Chronica elkészülésének az üteme. Ha elfogadjuk Borsa érvelését, miszerint a könyv nyomtatását még Vitéz János (kihez az eredeti ajánlás szólt) halála előtt el kellett kezdeni, nagyjából tíz hónap állt Hess rendelkezésére, ha 1472 tavaszához, mint Hess megérkezésének idejéhez ragaszkodunk. Így viszont óhatatlanul felmerül a kérdés, miért fogalmazott Hess az ajánlásban úgy, hogy sokáig volt munka nélkül, mikor ez körülbelül az április-július hónapokat érinthette (maximum négy hónap, de inkább kevesebb)?”
Valószínűbb tehát, hogy 1471-ben látott munkához, s havonta 7-8 oldalt nyomtatott ki.
Ballagi Aladár úgy vélekedik, hogy a nyomdát valamely elemi csapás pusztította el.